# رییون توری
رییون توری (انگلیسی: Riyon Tori؛ زادهٔ ۲۵ سپتامبر ۲۰۰۱) بازیکن فوتبال اهل ژاپن است.
از باشگاه‌هایی که در آن بازی کرده‌است می‌توان به باشگاه فوتبال سرزو اوساکا اشاره کرد.